# Жанысбекова, Шынар Женисовна
Шынар Женисовна Жанысбекова (9 октября 1969, с. Актам Уйгурский район, Алматинская область) — казахстанская актриса театра и кино, телеведущая, Заслуженный деятель Казахстана (2018).

## Биография
Родилась в 1969 году в селе Актам Уйгурского района Алматинской области. В 1990 году окончила Казахский национальный театрально-художественный институт им. Т. Жургенова по специальности «Актриса театра и кино».
В 1991 году была принята в труппу Казахского государственного академического драматического театра имени М. Ауэзова.
Помимо театра, прославилась в стране как ведущая программ «77 дней», «Женщины, женщины…», «Дудар-ай» на телеканале «Хабар».
В 2015 году удостоена почётного знака «За заслуги в развитии культуры и искусства» Межпарламентской ассамблеи СНГ за значительный вклад в формирование и развитие общего культурного пространства государств — участников Содружества Независимых Государств, реализацию идей сотрудничества в сфере культуры и искусства.
В 2016 году присвоено звание заслуженного деятеля Казахстана.

## Основные роли на сцене
Казахский государственный академический театр драмы имени М. О. Ауэзова
М. Ауэзова «Абай» (реж. А. Мамбетов) — Ажар,
М. Ауэзова «Енлик — Кебек» (реж. Ж. Хаджиев) — Енлик,
Б. Брехт «Свадьба кролика» (реж. Б. Атабаев) — сестра,
М. Карима «В ночь лунного затмения» («Грешница», режиссер О. Кенебаев) — Шафак,
Д. Исабекова «Сестра» (реж. Б. Омаров) — Камила, Гаухар,
Г. Мусрепов «Эпос любви» (реж. К. Сугурбеков) — Макпал,
С. Муканов «Прозрачная любовь» (реж. А. Рахимов) — Калиса,
К. Исаак «Жан Кимака» (режиссер Б. Атабаев) — Багила,
Ш. Кусаинов «Укили Ибрайя» (реж. Б. Атабаев) — Хакима,
М. Макатаев «Прощай, любимая» (реж. Б. Атабаев) — Аиша,
В. Смехова в мюзикле «Али-Баба и сорок разбойников» по мотивам «Тысячи и одной ночи» (режиссер Т. Аралбай) — Зейнаб,
Шахимарден «Казахи» (режиссер Т. ат-Тарази) — г-жа Мехри,
Б. Мукай «Сергелдең болған серілер» (реж. О. Кенебаев) — Сайра,
И. Сапарбаев «Цыганская серенада» (реж. Э. Обаев, Т. Аралбаев) — Изольда,
А. Амзеулы «Черная старуха» (режиссер Э. Обаев) — Кали,
Иран-Гайп «Я иду» (режиссер К. Касымов) — Акмунар,
Б. Джакиев «Пойдем без душевной боли» (реж. Э. Обаева) — Невеста,
Е. Жуасбек «Смеемся мы или плачем ?!» (режиссер М. Ахманов) — Айка,
А. Чехова «Три сестры» (аудиторы А. Бопежанова, режиссеры Р. Андриасян, А. Какишева) — Наталья Ивановна,
Р. Отарбаева «Бейбарс султан» (режиссер Ю. Ханинга-Бекназар) — Фатима,
Дж. Ергалиев «В бровях» (реж. Э. Нурсултан) — Тамара,
Иран-Гайб «Видение Коркыта» (режиссер Дж. Вайткус) — Воспалительная смерть,
И. Вовнянко «Смерть и наказание» (реж. А. Ашимов, С. Аскаров) — Шапига,
А. Владимирская «Не хочу прощаться» (реж. А. Маемиров) — Козлова,
«Кыз Жибек» Мусрепова (режиссер Э. Нурсултан) — Аягоз и др.

## Кинороли
«Казахская история», «Девушка плакала», «Дорожный свет», «Кара шанырак», «Обеззараживание», «Мент», «Аманат», «Аксункар», «Ангел в тюбетейке — 2», «Айналайн», «Жас Улан», «Арман кала — Астана», «Аке», «Апке», «Инкар журек», «Талан», «Муздагы алын», «Абзал жан», «Отец» и др.